# Maurício Knapp
Pour les articles homonymes, voir Knapp.
Maurício Bielinski Knapp, né le 21 mars 1991 à Ponta Grossa, est un coureur cycliste brésilien.

## Palmarès et résultats

### Palmarès par année
- 2009
  - 3e du championnat du Brésil du contre-la-montre juniors
- 2012
  - 4e et 6eb étapes des 500 Millas del Norte
- 2013
  - 3e étape des 500 Millas del Norte
  - 3e étape du Desafio das Americas
- 2014
  - 2e étape du Tour de l'intérieur de São Paulo
  - Prova São Salvador
- 2015
  - 4e étape de la Volta de Goiás
- 2016
  - 3e du Torneio de Verão
- 2017
  - Volta de Goiás
  - 2e étape de la Volta de Brusque
  - 2e de la Volta de Brusque
  - 3e du championnat du Brésil du contre-la-montre
- 2018
  - Inconfidência Mineira
  - Copa Cidade Canção
- 2022
  - 3e du Torneio de Verão

### Classements mondiaux
| Année            | 2010 | 2011 | 2012 | 2013 | 2014 | 2015 | 2016 | 2017 | 2018 |
| ---------------- | ---- | ---- | ---- | ---- | ---- | ---- | ---- | ---- | ---- |
| UCI America Tour | 308e |      |      |      | 190e | 205e | 191e | 373e | 275e |